# In the Beginning... Was the Command Line
Pour les articles homonymes, voir In the Beginning.
In the Beginning... Was the Command Line est un essai de Neal Stephenson d'abord publié en ligne en 1999 et plus tard sous forme de livre en novembre 1999.